# Brezniški potok (Drava)
Brézniški pôtok je levi pritok Drave iz srednjega dela Kozjaka. Potok izvira v gozdu malo pod mejnim grebenom, po katerem poteka slovensko-avstrijska meja, in teče sprva proti jugovzhodu, nato po ozki dolini proti jugu vse do izliva v Dravo, kjer je nasul izrazit vršaj, na katerem stoji jedro vasi Brezno. Zgornji del porečja je precej razvejan, tu se v potok stekajo številni manjši pritoki iz stranskih grap (največja je Kelnerjev graben z desne strani), v spodnjem delu so grape krajše in strmejše.
Celotno porečje je v metamorfnih kamninah. Zgornji del je v zelenkastem in vijoličastem filitoidnem skrilavcu, ki je nekoliko manj odporen proti preperevanju, zato je površje manj strmo in dolina nekoliko širša. Ko preide na odpornejše kamnine (predvsem blestnik in amfibolit), se dolina zoži, dolinska pobočja pa postanejo strmejša in skoraj v celoti poraščena z gozdom.
Potok teče ves čas po naravni strugi, preurejen je le krajši odsek pred izlivom skozi Brezno. V zgornjem delu teče večinoma po lastnih naplavinah, v spodnjem, ožjem delu doline, se menjavajo odseki v prodnih nanosih in v živoskalni podlagi. Tudi naplavna ravnica ob potoku je v zgornjem delu nekoliko širša, v spodnjem delu doline je naplavnega sveta precej manj, enkrat na eni drugič na drugi strani potoka, ki se prestavlja z ene strani doline na drugo.
Brezniški potok je izrazit hudournik in ob nalivih povzroča škodo zaradi močne erozije in nasipanja. Ob močnih neurjih med 3. in 9. avgustom 2014 je narasli potok z bočno in globinsko erozijo močno spremenil svojo strugo, na izlivu v Dravo pa je nasul veliko plavja. Na več mestih je spodjedel lokalno cesto po dolinskem dnu, odneslo je tudi enega od mostov na tej cesti. Ponovno je povzročil precej škode tudi ob visoki vodi 12. in 13. septembra istega leta.
V zgornjem delu porečja je več samotnih kmetij, v ožjem delu doline le nekaj novejših domov. Ob spodnjem toku je bilo nekoč več žag, ob izlivu potoka v Dravo pa eno večjih pristanišč za splave na Dravi, kjer so tudi sestavljali velike splave. Po dolini vodi lokalna cesta Brezno–Remšnik.
Zgornji in srednji del doline z bližnjo okolico je vključen v območje Natura 2000 (Vzhodni Kozjak), enako tudi spodnji del doline (območje Zgornja Drava s pritoki).